# Comuna Ivanivți, Bar
Ivanivți (în ucraineană Іванівці) este o comună în raionul Bar, regiunea Vinnița, Ucraina, formată din satele Ivanivți (reședința) și Șevcenka.

## Demografie
Componența lingvistică a satului Ivanivți
     Ucraineană (98,38%)
     Rusă (1,27%)
     Alte limbi (0,07%)
Conform recensământului din 2001, majoritatea populației satului Ivanivți era vorbitoare de ucraineană (98,38%), existând în minoritate și vorbitori de rusă (1,27%).